# Асеновци
Асѐновци е село в Северна България, община Левски, област Плевен.

## География
Село Асеновци се намира на 3 – 4 km на югозапад от град Левски. Землището му граничи от запад с община Летница в област Ловеч, чийто административен център град Летница отстои на около 2 km на югозапад от селото. Покрай Асеновци, на около километър югоизточно, тече река Осъм, а на около километър северно – левият приток на Осъм, река Шаварна (Пелишатска река, Барата). Село Каменец се намира на 6 – 7 km западно от Асеновци, а на около 2 km северозападно е язовир Каменец.
В северозападната част на Асеновци се намира гарата на минаващата покрай него в направление югозапад – североизток железопътна линия Свищов – Левски – Троян.
През Асеновци минава третокласен републикански път, който в границите му е негова главна улица и го свързва на югозапад през град Летница и селата Александрово, Йоглав и Умаревци с град Ловеч, а на североизток през град Левски и Козар Белене – с първокласния републикански път 3, част от Европейски път Е83.
Селото е застроено върху терен с малък наклон на югоизток към река Осъм. Надморската височина при гарата е около 87 m, в центъра – около 78 m, а в югоизточния край – 67 – 70 m. Източно от селото има отделени от реката след корекцията на коритото ѝ през 70-те и 80-те години на 20 век нейни стари меандри.
Населението на село Асеновци, наброявало към 1934 г. 3058 души, нараства към 1946 г. на 3142 души, след което постоянно намалява – до 1300 души към 2018 г.

## История
Към 1878 г. името на селото е Осма Калугерово – съчетание от името на течащата край него река Осъм и – според предание, спомена за калугерите, живеели в намирал се някога в землището на селото манастир. Името на село Осма Калугерово е променено на Асеновци през 1950 г. с Указ 290 на Президиума на Народното събрание. Промяната е предложена по решение на общоселско събрание.

## Обществени институции
Село Асеновци е център на кметство Асеновци.
В село Асеновци има:
- действащо към 2019 г. читалище „Съзнание – 1894“.[9][10]
- действащо към 2019 г. общинско основно училище „Христо Ботев“.[11]
- пощенска станция.[12]
- православна църква „Свети апостоли Петър и Павел“, действаща само на големи религиозни празници.[13]

## Редовни събития
- Събор на селото – 6 септември

## Личности
- Стефан Симеонов Атанасов (Стамен), партизанин, офицер от БНА, генерал-майор.
- Богдан Караденчев (р. 1943) – бивш кмет на Варна.
- Емил Иванов Люцканов (р. 1951) – о.р вицеадмирал I заместник началник на Генералния щаб на РБ